# 박구효자정려비
박구효자정려비(博矩孝子旌閭碑)는 대한민국 경상북도 성주군 선남면 도성리에 있는 조선시대의이다. 1999년 3월 11일 경상북도의 민속문화재 제116호로 지정되었다.

## 개요
정려란 충신·효자·열녀 등 모범이 되는 사람을 표창하고자 집 앞에 정문(旌門)을 세워 기리던 것으로, 이 비는 조선시대 사람인 박구의 효행을 기리고 있다.
박구(?∼1425)는 효성이 지극한 자로, 그의 어머니가 돌아가시자 3년간 묘곁을 지키면서 한번도 집에 돌아가지 않았다고 한다.
정려비는 높이 110㎝, 폭 43㎝, 두께 16㎝의 비석으로 앞면에 비문을 새겼다. 비를 보호하기 위한 비각은 앞면 1칸·옆면 1칸의 규모로, 옆면에서 볼 때 지붕선이 사람 인(人)자 모양과 비슷한 맞배지붕을 올리고 있다. 비각의 앞면 윗부분에는 현판이 걸려 있고, 그 밑으로는 비의 내력을 적어놓은 상량문(上樑文)이 걸려 있으며, 왼측 윗부분에는 명종이 하사한 치제문을 새긴 현판이 걸려 있다.
정려비와 비각 모두 중종 30년(1535)에 세운 것으로, 정려의 조사가 엄격하던 시대에 정표가 내려져 후세에 본보기가 될만하고, 당시의 풍속 등을 고려할 때 역사적·향토적으로도 커다란 가치를 지닌다.
원래는 어머니의 묘소 근처인 백천(百川)가에 있었으나, 홍수로 인하여 다른곳으로 옮겼다가, 순조 18년(1818)에 현재의 자리로 옮겨놓았다.

## 참고 문헌
- 박구효자정려비 - 국가유산청 국가유산포털